# InköpsJournalen
InköpsJournalen är en svensk facktidning för inköpare. Tidningens målgrupp är inköpare inom näringslivet samt upphandlare inom offentlig sektor. Tidningen är opolitisk och fokuserar på inköp samt etik- och miljöfrågor.
Det första numret av InköpsJournalen kom ut 1996. InköpsJournalen har blivit citerade i allt från dagstidningar till facktidningar. 